# ドエスな君が大好き
フジテレビ番組【ギャップオファー！お願いしたらこうなった】のエンディングテーマ曲。
ユニバーサルミュージック所属、WhiteJamが唄っている。

## ドエスな君が好き-楽曲クレジット
作詞：SHIROSE
作曲：SHIROSE、秋戸雅美、Mr.Voice(古川雄一)
編曲＆ピアノ演奏：ザッキモKatoo from純国産ボイス(いいやつら)